# Игал Амир
Игал Амир (на иврит: יגאל עמיר) е израелски фундаменталист – терорист, планирал атентат и убил собственоръчно лауреата на нобелова награда за мир министър-председателя на Израел Ицхак Рабин.

## Биография
Роден в Херцлия, Израел, през 1970 г. Произхожда от семейство на йеменски религиозни евреи. Като ученик посещава ултра-ортодоксални еврейски училища. Служи в бригадата Голани, където отбива своята военна повинност. Като студент по право взема участие в демонстрации срещу Споразумението от Осло. Тълкува последните споразумения[ неясно? ] като опасност за съществуването на еврейската държава. Всичко това го подтиква, в съучастие с приятеля му Дрор Адани и брат му Хагаи да подготви атентат срещу Ицхак Рабин. През 1995 г. Амир прави два неуспешни опита за убийството на министър-председателя.
На 4 ноември 1995 г. Амир успява да причака и застреля Рабин на паркинг в близост до площад в Тел Авив, където малко по-рано се е провела демонстрация за защита на мирния процес между палестинци и израелци. За покушението е използван полуавтоматичен пистолет Beretta 84F, със сериен номер D98231Y. Амир е заловен още на местопрестъплението. Получава доживотна присъда.
Игал Амир никога не изказва съжаление за стореното от него.
През 2006 г. Амир сключва брак с ултра-ортодоксалната еврейка от бившия СССР Лариса Трембовлер. През март 2006 г. и е издействано позволение да забременее по изкуствен начин от терориста. Осеменяването става по изкуствен път извън територията на затвора и на 28 октомври 2007 година му е роден син – Янун Елия (Йинон Елияху) Шалом. Празненството по церемонията за обрязването на детето е проведена в затвора, с участието на убиеца на 4 ноември 2007 г. именно в деня на 12-ата годишнина от смъртта Рабин за която е осъден.